# Boris Živković
Boris Živković (Živinice, 1975. november 15. –), horvát válogatott labdarúgó.
A horvát válogatott tagjaként részt vett a 2002-es világbajnokságon és a 2004-es Európa-bajnokságon.

## Sikerei, díjai
Bayer Leverkusen
- Német bajnoki ezüstérmes (3): 1998–99, 1999–2000, 2001–02
- Német kupadöntős (1): 2001–02
- Bajnokok ligája döntős (1): 2001–02